# BM Sagunto
BM Sagunto (pełna nazwa: Balonmano Parc Sagunto) – hiszpański klub piłki ręcznej kobiet, powstały w 1974 r. z siedzibą w Walencji. W 1997 r. drużyna zwyciężyła w Lidze Mistrzyń, dwukrotnie była w finale rozgrywek w 1998 i 2003 r. W 2000 r. zdobyła Puchar Zdobywców Pucharów.

## Sukcesy
- 1997: zwycięstwo w Lidze Mistrzyń
- 1998, 2003: finalista Ligi Mistrzyń
- 1968, 1969, 1974, 1979, 1980, 1981, 1982, 1983, 1984, 1985, 1986, 1987, 1988, 1989, 1990, 1991, 1992, 1993, 1994, 1995, 1996, 1997, 1998, 2000, 2001, 2002, 2005: mistrzostwo Hiszpanii
- 1981, 1982, 1983, 1984, 1985, 1986, 1987, 1988, 1989, 1991, 1992, 1993, 1994, 1995, 1996, 1997, 1998, 1999, 2000, 2008: puchar Królowej